# Pallavolo ai XIX Giochi panamericani - Torneo maschile
Il torneo di pallavolo maschile ai XIX Giochi panamericani si è svolto dal 30 ottobre al 4 novembre 2023 a Santiago del Cile, in Cile: al torneo hanno partecipato otto squadre nazionali tra nordamericane e sudamericane e la vittoria finale è andata per la quinta volta al Brasile.

## Regolamento
Le squadre hanno disputato una prima fase a gironi con formula del girone all'italiana; al termine della prima fase:
- Le prime tre classificate di ogni girone hanno acceduto alla fase finale per il primo posto strutturata in quarti di finale (a cui non ha preso parte la prima classificata di ogni girone, già qualificata alle semifinali), semifinali, finale per il terzo posto e finale.
- Le due squadre sconfitte ai quarti di finale della fase finale per il primo posto e le quarte classificate di ogni girone hanno acceduto alla fase finale per il quinto posto.

## Squadre partecipanti
| Squadra         | Qualificazione                              | Ultima partecipazione |
| --------------- | ------------------------------------------- | --------------------- |
| Argentina       | 1ª al torneo di qualificazione sudamericano | Lima 2019             |
| Brasile         | 1ª ai I Giochi panamericani giovanili       | Lima 2019             |
| Cile            | Paese organizzatore                         | Lima 2019             |
| Colombia        | 2ª al torneo di qualificazione sudamericano | Toronto 2015          |
| Cuba            | 1ª alla Coppa panamericana 2022             | Lima 2019             |
| Messico         | 1ª alla NORCECA Final Six 2021              | Lima 2019             |
| Porto Rico      | 5ª nel Ranking NORCECA                      | Lima 2019             |
| Rep. Dominicana | 5ª ai I Giochi panamericani giovanili       | Santo Domingo 2003    |

## Torneo

### Fase a gironi
| Girone A | Girone B        |
| -------- | --------------- |
| Brasile  | Argentina       |
| Colombia | Cile            |
| Cuba     | Rep. Dominicana |
| Messico  | Porto Rico      |

#### Girone A

##### Risultati
| 30 ottobre 2023 Movistar Arena, Santiago del Cile Durata: 1h:19 - Spettatori: 9 314   | Brasile | 3 - 0 | Colombia | 25-20, 25-17, 25-10               |
| 30 ottobre 2023 Movistar Arena, Santiago del Cile Durata: 2h:07 - Spettatori: 9 314   | Cuba    | 3 - 2 | Messico  | 25-20, 24-26, 19-25, 27-25, 15-10 |
| 31 ottobre 2023 Movistar Arena, Santiago del Cile Durata: 1h:24 - Spettatori: 8 814   | Cuba    | 3 - 0 | Colombia | 25-22, 25-23, 25-23               |
| 31 ottobre 2023 Movistar Arena, Santiago del Cile Durata: 1h:13 - Spettatori: 8 814   | Brasile | 3 - 0 | Messico  | 25-13, 25-15, 25-20               |
| 1º novembre 2023 Movistar Arena, Santiago del Cile Durata: 2h:11 - Spettatori: 10 000 | Brasile | 3 - 2 | Cuba     | 25-23, 25-16, 18-25, 25-27, 18-16 |
| 1º novembre 2023 Movistar Arena, Santiago del Cile Durata: 1h:28 - Spettatori: 6 000  | Messico | 0 - 3 | Colombia | 23-25, 23-25, 19-25               |

#### Classifica
| Pos. | Squadra  | Pt | G | V | P | SV | SP | Ratio | PF  | PS  | Ratio |
| ---- | -------- | -- | - | - | - | -- | -- | ----- | --- | --- | ----- |
| 1.   | Brasile  | 8  | 3 | 3 | 0 | 9  | 2  | 4,500 | 261 | 229 | 1,140 |
| 2.   | Cuba     | 6  | 3 | 2 | 1 | 8  | 5  | 1,600 | 292 | 285 | 1,025 |
| 3.   | Colombia | 3  | 3 | 1 | 2 | 3  | 6  | 0,500 | 190 | 215 | 0,884 |
| 4.   | Messico  | 1  | 3 | 0 | 3 | 2  | 9  | 0,222 | 219 | 260 | 0,842 |

      Qualificata alle semifinali per il primo posto.
      Qualificata ai quarti di finale per il primo posto.

#### Girone B

##### Risultati
| 30 ottobre 2023 Movistar Arena, Santiago del Cile Durata: 1h:20 - Spettatori: 9 752   | Argentina  | 3 - 0 | Porto Rico      | 25-23, 26-24, 25-15        |
| 30 ottobre 2023 Movistar Arena, Santiago del Cile Durata: 1h:57 - Spettatori: 9 752   | Cile       | 3 - 1 | Rep. Dominicana | 25-20, 21-25, 25-22, 25-21 |
| 31 ottobre 2023 Movistar Arena, Santiago del Cile Durata: 1h:55 - Spettatori: 10 000  | Argentina  | 3 - 1 | Rep. Dominicana | 20-25, 30-28, 25-17, 25-20 |
| 31 ottobre 2023 Movistar Arena, Santiago del Cile Durata: 2h:00 - Spettatori: 10 000  | Cile       | 3 - 1 | Porto Rico      | 26-28, 25-18, 25-21, 25-23 |
| 1º novembre 2023 Movistar Arena, Santiago del Cile Durata: 1h:55 - Spettatori: 9 100  | Porto Rico | 3 - 1 | Rep. Dominicana | 25-23, 18-25, 25-19, 25-20 |
| 1º novembre 2023 Movistar Arena, Santiago del Cile Durata: 1h:19 - Spettatori: 10 000 | Cile       | 0 - 3 | Argentina       | 15-25, 20-25, 21-25        |

#### Classifica
| Pos. | Squadra         | Pt | G | V | P | SV | SP | Ratio | PF  | PS  | Ratio |
| ---- | --------------- | -- | - | - | - | -- | -- | ----- | --- | --- | ----- |
| 1.   | Argentina       | 9  | 3 | 3 | 0 | 9  | 1  | 9,000 | 251 | 208 | 1,207 |
| 2.   | Cile            | 6  | 3 | 2 | 1 | 6  | 5  | 1,200 | 253 | 253 | 1,000 |
| 3.   | Porto Rico      | 3  | 3 | 1 | 2 | 4  | 7  | 0,571 | 245 | 264 | 0,928 |
| 4.   | Rep. Dominicana | 0  | 3 | 0 | 3 | 3  | 9  | 0,333 | 265 | 289 | 0,917 |

      Qualificata alle semifinali per il primo posto.
      Qualificata ai quarti di finale per il primo posto.

### Fase finale

#### Finale 1º e 3º posto
|  | Quarti di finale | Quarti di finale | Quarti di finale |          |           | Semifinali | Semifinali      | Semifinali      |                 |      | Finale | Finale | Finale |  |
|  |                  |                  |                  |          |           |            |                 |                 |                 |      |        |        |        |  |
|  |                  |                  |                  |          |           | 1B         | Argentina       | 3               |                 |      |        |        |        |  |
|  |                  |                  |                  |          |           | 1B         | Argentina       | 3               |                 |      |        |        |        |  |
|  |                  |                  | 2A               | Cuba     | 1         |            |                 |                 |                 |      |        |        |        |  |
|  | 2A               | Cuba             | 2A               | Cuba     | 1         | 3          |                 |                 |                 |      |        |        |        |  |
|  | 2A               | Cuba             |                  |          |           |            |                 |                 |                 |      |        |        |        |  |
|  | 3B               | Porto Rico       | 2                |          |           |            |                 |                 |                 |      |        |        |        |  |
|  | 3B               | Porto Rico       | 2                |          | Argentina | Argentina  | 0               |                 |                 |      |        |        |        |  |
|  |                  |                  |                  |          |           |            |                 |                 |                 |      |        |        |        |  |
|  |                  |                  | Brasile          | Brasile  | 3         |            |                 |                 |                 |      |        |        |        |  |
|  |                  |                  |                  | Brasile  | 3         |            |                 |                 |                 |      |        |        |        |  |
|  |                  |                  |                  |          |           |            |                 |                 |                 |      |        |        |        |  |
|  |                  |                  |                  |          |           |            |                 |                 |                 |      |        |        |        |  |
|  |                  | 1A               | Brasile          | 3        |           |            | Finale 3º posto | Finale 3º posto | Finale 3º posto |      |        |        |        |  |
|  |                  |                  |                  | 3        |           |            |                 |                 |                 |      |        |        |        |  |
|  |                  |                  | 3A               | Colombia | 0         |            |                 |                 |                 |      |        |        |        |  |
|  | 2B               | Cile             | 3A               | Colombia | 0         | 1          |                 |                 | Cuba            | Cuba | 1      |        |        |  |
|  | 2B               | Cile             |                  |          |           |            |                 |                 | Cuba            | Cuba | 1      |        |        |  |
|  | 3A               | Colombia         | 3                |          |           | Colombia   | Colombia        | 3               |                 |      |        |        |        |  |

##### Quarti di finale
| 2 novembre 2023 Movistar Arena, Santiago del Cile Durata: 2h:01 - Spettatori: 9 800 | Cile | 1 - 3 | Colombia   | 20-25, 25-21, 19-25, 23-25        |
| 2 novembre 2023 Movistar Arena, Santiago del Cile Durata: 1h:57 - Spettatori: 4 000 | Cuba | 3 - 2 | Porto Rico | 25-16, 25-21, 13-25, 22-25, 15-11 |

##### Semifinali
| 3 novembre 2023 Movistar Arena, Santiago del Cile Durata: 1h:42 - Spettatori: 6 200 | Argentina | 3 - 1 | Cuba     | 21-25, 25-22, 25-18, 25-18 |
| 3 novembre 2023 Movistar Arena, Santiago del Cile Durata: 1h:16 - Spettatori: 8 500 | Brasile   | 3 - 0 | Colombia | 26-24, 25-18, 25-15        |

##### Finale 3º posto
| 4 novembre 2023 Movistar Arena, Santiago del Cile Durata: 1h:59 - Spettatori: 10 000 | Cuba | 1 - 3 | Colombia | 30-32, 25-15, 27-29, 17-25 |

##### Finale
| 4 novembre 2023br />Movistar Arena, Santiago del Cile Durata: 1h:24 - Spettatori: 10 000 | Argentina | 0 - 3 | Brasile | 23-25, 13-25, 22-25 |

#### Finale 5º e 7º posto
|  | Semifinali | Semifinali      | Semifinali |         |    | Finale 5º posto | Finale 5º posto | Finale 5º posto |  |
|  |            |                 |            |         |    |                 |                 |                 |  |
|  | 4B         | Rep. Dominicana | 3          |         |    |                 |                 |                 |  |
|  | 4B         | Rep. Dominicana | 3          |         |    |                 |                 |                 |  |
|  | 2A         | Cile            | 2          |         |    |                 |                 |                 |  |
|  | 2A         | Cile            | 2          |         | 4B | Rep. Dominicana | 3               |                 |  |
|  |            |                 |            |         | 4B | Rep. Dominicana | 3               |                 |  |
|  |            |                 | 4A         | Messico | 1  |                 |                 |                 |  |
|  | 4A         | Messico         | 4A         | Messico | 1  | 3               |                 |                 |  |
|  | 4A         | Messico         |            |         |    | 3               |                 |                 |  |
|  | 3B         | Porto Rico      | 2          |         |    | Finale 7º posto | Finale 7º posto | Finale 7º posto |  |
|  | 3B         | Porto Rico      | 2          |         |    |                 |                 |                 |  |
|  |            |                 |            |         |    |                 |                 |                 |  |
|  |            |                 |            |         |    | 2A              | Cile            | 3               |  |
|  |            |                 |            |         |    | 2A              | Cile            | 3               |  |
|  |            |                 |            |         |    | 3B              | Porto Rico      | 0               |  |

##### Semifinali
| 3 novembre 2023 Movistar Arena, Santiago del Cile Durata: 2h:23 - Spettatori: 6 500 | Rep. Dominicana | 3 - 2 | Cile       | 22-25, 25-19, 21-25, 26-24, 16-14 |
| 3 novembre 2023 Movistar Arena, Santiago del Cile Durata: 2h:21 - Spettatori: 3 000 | Messico         | 3 - 2 | Porto Rico | 25-21, 22-25, 25-21, 28-30, 16-14 |

##### Finale 7º posto
| 4 novembre 2023 Movistar Arena, Santiago del Cile Durata: 2h:05 - Spettatori: 5 000 | Cile | 3 - 0 | Porto Rico | 25-22, 25-15, 25-18 |

##### Finale 5º posto
| 4 novembre 2023 Movistar Arena, Santiago del Cile Durata: 1h:22 - Spettatori: 9 000 | Rep. Dominicana | 3 - 1 | Messico | 31-33, 25-22, 25-18, 25-22 |

## Classifica finale
| Pos | Squadra         | Rosa |
| --- | --------------- | --- |
|     | Brasile         | Formazione: 3 da Cunha, 4 Pinto, 5 Silva, 6 Cavalcante, 7 do Nascimento, 8 Honorato, 11 Veloso, 14 França, 15 Nascimento, 18 de Souza, 19 Roque, 20 Bergmann, CT: Ribas      |
|     | Argentina       | Formazione: 1 Lazo, 2 Richards, 4 Vázquez, 5 Scarpa, 7 Conte, 8 González, 10 Zelayeta, 12 Lima, 18 Maciel, 19 Gallardo, 20 Soria, 25 Balagué, CT: López                      |
|     | Colombia        | Formazione: 1 Ramos, 3 Estupiñan, 5 Ruiz, 7 Piza, 8 Mejía, 9 Caicedo, 10 Larrahondo, 12 Medina, 13 Ambuila, 18 Cuello, 19 Mesa, 23 Aponzá, CT: Schmidt                       |
| 4   | Cuba            | Formazione: 1 Massó, 5 Iglesias, 6 Y. González, 7 García, 9 A. González, 10 Gutiérrez, 11 Taboada, 14 Goide, 17 Contreras, 18 López, 24 Gourguet, 25 Chirino, CT: Cruz       |
| 5   | Rep. Dominicana | Formazione: 1 Tapia, 4 Hernández, 5 Miéses, 6 Figueroa, 7 de Jesús, 8 López, 10 Toribio, 12 Argelis, 13 Burgos, 15 Rosario, 18 Ortiz, 19 Cruz, CT: Gutiérrez                 |
| 6   | Messico         | Formazione: 2 J. Hernández, 3 Bravo, 5 Parra, 6 J. López, 8 E. Mendoza, 9 Téllez, 11 B. López, 12 Fuentes, 18 Sanay, 19 Hernández, 22 Domínguez, 96 García, CT: Azair        |
| 7   | Cile            | Formazione: 1 Villarreal, 2 Ibarra, 3 Araya, 4 T. Parraguirre, 5 V. Parraguirre, 6 Gago, 8 Albornoz, 9 Bonacic, 10 Mardones, 11 Jadue, 16 Valenzuela, 17 Bravo, CT: Nejamkin |
| 8   | Porto Rico      | Formazione: 1 García, 3 Hoyos, 4 Cabrera, 6 K. Rodríguez, 13 Torres, 14 Vargas, 15 J. Rodríguez, 16 Ellis, 17 Alomar, 19 López, 21 Figueroa, 25 Feliciano, CT: Antonetti     |

## Premi individuali
| Premio                | Nome               | Squadra         |
| --------------------- | ------------------ | --------------- |
| MVP                   | Henrique Honorato  | Brasile         |
| Miglior realizzatore  | Miguel Ángel López | Cuba            |
| Miglior servizio      | Darlan de Souza    | Brasile         |
| Miglior ricevitore    | Maique Nascimento  | Brasile         |
| Miglior difesa        | Enger Miéses       | Rep. Dominicana |
| Miglior palleggiatore | Matheus Silva      | Brasile         |
| Miglior opposto       | Darlan de Souza    | Brasile         |
| Miglior schiacciatore | Miguel Ángel López | Cuba            |
| Miglior schiacciatore | Mauro Zelayeta     | Argentina       |
| Miglior centrale      | Leandro Mejía      | Colombia        |
| Miglior centrale      | Gustavo Maciel     | Argentina       |
| Miglior libero        | Enger Miéses       | Rep. Dominicana |